# Wendilgarda ruficeps
Espèce
Wendilgarda ruficeps est une espèce d'araignées aranéomorphes de la famille des Theridiosomatidae.

## Distribution
Cette espèce est endémique du Japon. Elle se rencontre dans les préfectures d'Okayama, d'Ibaraki, d'Ishikawa et de Tokyo.

## Description
Le mâle holotype mesure 1,39 mm et la femelle paratype 1,72 mm, les mâles mesurent de 1,01 à 1,47 mm et les femelles de 1,29 à 1,85 mm.

## Publication originale
- Suzuki, 2019 : A new species of the genus Wendilgarda (Araneae: Theridiosomatidae) from Japan. Acta Arachnologica, vol. 68, no 2, p. 59-62 (texte intégral).